# Evniki
Die Evniki (Kennung: M61) ist ein Minenjagdboot der Osprey-Klasse der griechischen Marine, das seit 2007 in Dienst steht. Vorher stand das Boot von 1995 bis 2007 als Pelican (Kennung: MHC-53) im Dienst der US-amerikanischen Marine.

## Geschichte
Der Bauauftrag für die spätere Evniki wurde als MHC-53 als dritte Einheit der Osprey-Klasse, der US-amerikanischen Marine vergeben. Das Boot wurde am 6. Juni 1991 bei der Avondale Shipyard bei New Orleans im US-Bundesstaat Louisiana auf Kiel gelegt. Der Stapellauf mit Taufe auf den Namen Pelican erfolgte am 27. Februar 1993 und die Indienststellung am 18. November 1995, unter dem Kommando von Lieutenant Commander Kevin Thomas Holden.
Seit dem 1. Januar 1997 gehörte das Schiff zur Naval Reserve Force und wurde für das Training von Reservisten verwendet. Am 16. März 2007 wurde die Pelican zusammen mit ihrem Schwesterboot Heron außer Dienst gestellt und in "warmem Zustand" an die griechische Marine übergeben. Nach Abschluss einer Grundinstandsetzung und der Ausbildung der Besatzung wurden die beiden Schiffe nach Griechenland verlegt. Die Pelican wurde in Evniki umbenannt.